# Арем-арем
Аре́м-аре́м (индон. arem-arem) — блюдо индонезийской кухни. Представляет собой плотную колбаску из риса или, значительно реже, из кукурузы с начинкой, сваренную в обёртке из бананового листа. Начинка может состоять как из одного, так и из нескольких ингредиентов. Чаще всего для неё используются рубленые овощи, темпе, курятина или абон различных видов.
Кулинарный специалитет яванцев. Является популярным блюдом уличной кухни, особенно на Центральной Яве.

## Происхождение и распространение
Варка риса в обёртке из банановых листьев является одним из традиционных способов приготовления этой основной зерновой культуры Юго-Восточной Азии на значительной части Малайского архипелага. В индонезийской кухне издавна существует несколько блюд подобного типа, различающихся по форме, размеру и нюансам кулинарного процесса. Арем-арем по существу представляет собой модификацию другого, более распространённого индонезийского кушанья — лонтонга. В отличие от последнего, арем-арем содержит начинку, в силу чего его иногда называют «лонтонг с начинкой» (индон. lontong isi).
Арем-арем является традиционным специалитетом яванской кухни. Это блюдо широко известно в столице Индонезии — Джакарте, в провинциях Западная Ява и Центральная Ява. Среди яванцев бытует мнение, что родиной этого кушанья является небольшой центральнояванский город Кебумен, из которого оно якобы со временем распространилось по всей Яве. В любом случае, в современном Кебумене арем-арем производится с самыми различными начинками и пользуется исключительной популярностью. Вообще, это блюдо занимает весьма значимое место в кулинарных традициях жителей всей Центральной Явы, а также особого округа Джокьякарта.

## Приготовление и разновидности
При несомненном сходстве с лонтонгом арем-арем имеет определённые отличия от него — не только за счёт наличия начинки — и с кулинарной точки зрения является более сложным блюдом. Если лонтонг делается преимущественно из клейкого риса, то для приготовления арем-арема используется в основном рис обычных сортов. Кроме того, арем-арем как правило имеет заметно меньшую длину — как правило, не более 15 см и, в то же время, может быть чуть толще лонтонга.
Рис, предназначенный для арем-арема, варится обычно до полуготовности, реже — до полной готовности. В воду при этом нередко добавляются кокосовое молоко, а иногда — небольшое количество специй. Варёный рис делится на порции, каждая из которых распластывается на банановом листе. На середину каждой порции закладывается начинка, после чего они с помощью банановых листьев скручиваются в продолговатые колбаски — подобно тому, как с помощью бамбуковой циновки скручиваются японские роллы. Обычно такие колбаски имеют достаточно правильную цилиндрическую форму, но иногда слегка сплющиваются по вертикали. После этого обёртки из банановых листьев плотно закрепляются: традиционно для их стяжки на Яве использовались пальмовые волокна, однако в настоящее время широко применяются натуральные или синтетические нитки или бечёвки, а также зубочистки и скрепки.
Свёртки арем-арема варятся на пару́ либо, реже, в воде. В последнем случае они иногда закладываются в специальные дырчатые контейнеры цилиндрической формы — металлические или пластиковые — которые позволяют обеспечить более ровную форму и стандартный размер готовых изделий.
Иногда вместо риса для приготовления этого блюда используется кукуруза, а иногда — смесь риса и кукурузы. В некоторых рецептах к рису или кукурузе добавляется тапиока. Существуют также рецепты, предусматривающие лепку арем-арема из рисовой или пшеничной лапши.
Многообразие видов арем-арема заключается прежде всего в начинке, которая может быть однокомпонентной, но чаще состоит из нескольких ингредиентов. Для её приготовления могут использоваться самые различные продукты, которые мелко нарезают и обычно обжаривают с изрядным количеством специй и приправ, как правило, с добавлением кокосового молока или соевого соуса. Из продуктов растительного происхождения чаще всего используются морковь, репчатый и зелёный лук, картофель, паркия красивая, перец стручковый, ростки бамбука и сои, банан, темпе, тофу, грибы. Из продуктов животного происхождения в качестве начинки для арем-арема наиболее популярна курятина, к которой обычно примешивают какие-то овощные добавки. Несколько реже используются мясо, яйца, рыба, морепродукты, а также различные виды абона.

## Подача и употребление
На Яве арем-арем часто подаётся за домашними трапезами — особенно за завтраком, а также в ходе праздничных застолий. При подаче к столу он обычно нарезается кусочками — иногда в развёрнутом виде, а иногда прямо в обёртке из пальмовых листьев, что придаёт ему определённое сходство с японскими роллами. К арем-арему могут подавать солёный или сладкий соевый соус, перечная паста самбал или арахисовый соус. Кроме того, это кушанье, приготовленное в домашних условиях, нередко берут с собой на работу или в дорогу, чему благоприятствуют его плотная упаковка и удобная форма.
При этом едва ли не большей популярностью он пользуется в качестве уличного кушанья: его продают в придорожных харчевнях, на традиционных рынках, а также с тележек уличных торговцев. Во многих местностях Центральной Явы арем-арем служит привычным фаст-фудом, которым можно быстро перекусить стоя, на ходу или в транспорте. Облатка из пальмового листа в этих случаях может развёртываться полностью и превращаться в подобие тарелки, а может лишь приоткрываться с одного конца, превращаясь в подобие рожка, из которого выедается содержимое.